# Citram Pyrénées
Citram Pyrénées est une société de transport en commun, appartement au groupe Transdev (anciennement Veolia Transport puis Veolia Transdev).

## Présentation
Cette société d'une cinquantaine de salariés assure des transports urbains et interurbains dans les Pyrénées-Atlantiques pour le compte du conseil général et de l'agglomération Sud Pays basque.
Elle est implantée à Lons, avec une antenne commerciale à Saint-Jean-de-Luz au début des années 2010 pour le réseau Itzulia. 

Logo de Transdev

## Réseau départemental
Citram Pyrénées exploite les lignes 803 à 806, 806bis et 821 du réseau interurbain des Pyrénées-Atlantiques.

## Réseau régional
Citram Pyrénées exploite la ligne régionale entre les gares d'Oloron-Sainte-Marie et de Canfranc.

## Historique du logo

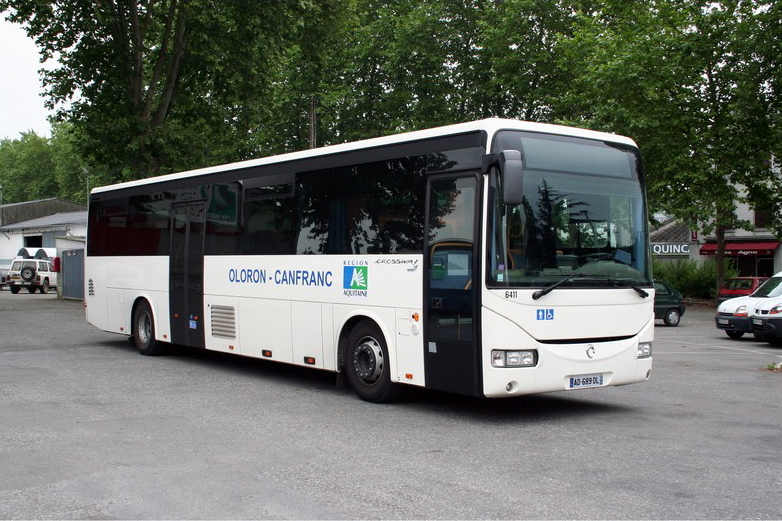
Bus de la ligne Oloron - Canfranc

Logo actuel